# SMS Westfalen
SMS Westfalen là một trong bốn thiết giáp hạm dreadnought đầu tiên thuộc lớp Nassau được chế tạo cho Hải quân Đế quốc Đức. Westfalen được đặt lườn tại xưởng tàu AG Weser ở Bremen vào ngày 12 tháng 8 năm 1907, được hạ thủy một năm sau đó vào ngày 1 tháng 7 năm 1908, và được đưa ra hoạt động cùng Hạm đội Biển khơi Đức vào ngày 16 tháng 11 năm 1909. Con tàu được trang bị dàn pháo chính bao gồm mười hai khẩu pháo 28 cm (11 in) bố trí trên sáu tháp pháo nòng đôi theo một sự sắp xếp hình lục giác khá bất thường.
Westfalen đã phục vụ cùng với các con tàu chị em cùng lớp trong hầu hết Chiến tranh Thế giới thứ nhất, hoạt động rộng rãi tại Bắc Hải, nơi nó tham gia nhiều cuộc xuất kích của hạm đội. Chúng lên đến đỉnh điểm trong Trận Jutland vào ngày 31 tháng 5-1 tháng 6 năm 1916, nơi mà Westfalen phải chiến đấu trong một trận chiến đêm ác liệt chống lại một lực lượng hạng nhẹ Anh. Westfalen đã dẫn đầu hàng chiến trận Đức trong hầu hết buổi chiều tối và sang ngày hôm sau, cho đến khi hạm đội quay về đến Wilhelmshaven. Trong một đợt tiến quân khác của hạm đội vào tháng 8 năm 1916, con tàu bị hư hại do trúng phải ngư lôi từ một tàu ngầm Anh.
Westfalen cũng tham gia nhiều hoạt động tại biển Baltic chống lại Hải quân Nga. Đợt đầu tiên là trong Trận chiến vịnh Riga vào năm 1915, khi nó hỗ trợ một lực lượng hải quân tấn công vịnh Riga. Westfalen được phái quay trở lại Baltic vào năm 1918 hỗ trợ phe Bạch vệ trong cuộc Nội chiến Phần Lan. Con tàu đã ở lại Đức trong khi hầu hết hạm đội bị chiếm giữ tại Scapa Flow sau khi chiến tranh kết thúc. Vào năm 1919, sau vụ Đánh chìm Hạm đội Đức tại Scapa Flow, Westfalen được chuyển cho Đồng Minh như là một sự thay thế cho các con tàu bị đánh chìm. Nó được gửi đến xưởng tháo dỡ tại Anh Quốc, nơi công việc tháo dỡ được tiến hành vào năm 1924.

## Thiết kế và chế tạo
Hải quân Đế quốc Đức đặt hàng Westfalen dưới cái tên tạm thời Ersatz Sachsen như là chiếc nhằm thay thế cho chiếc Sachsen dẫn đầu lớp tàu frigate bọc thép Sachsen. Đế quốc Đức (Reichstag) đã bí mật chấp thuận và cung cấp ngân sách cho việc chế tạo Nassau và Westfalen vào cuối tháng 3 năm 1906, nhưng việc chế tạo Westfalen bị trì hoãn trong khi vũ khí và vỏ giáp được đặt mua. Nó được đặt lườn vào ngày 12 tháng 8 năm 1907 tại xưởng tàu AG Weser ở Bremen. Giống như chiếc tàu chị em Nassau, việc chế tạo được tiến hành một cách nhanh chóng và bí mật; binh lính được phân công bảo vệ cho chính xưởng đóng tàu cũng như cho các nhà thầu cung cấp vật liệu chế tạo, ví dụ như hãng Krupp. Con tàu được hạ thủy vào ngày 1 tháng 7 năm 1908, được tiếp tục trang bị, và đến giữa tháng 9 năm 1909 được chuyển đến Kiel bởi một thủy thủ đoàn gồm những công nhân xưởng tàu cho những công việc hoàn thiện sau cùng. Tuy nhiên, mực nước sông Weser thấp vào thời điểm này trong năm, nên sáu ụ nổi được cho gắn vào lườn tàu để giảm bớt mớn nước. Dù vậy, con tàu cần cố gắng đến hai lần mới ra khỏi sông.

Sơ đồ của lớp thiết giáp hạm Nassau, trình bày cách sắp xếp dàn pháo chính

Westfalen có chiều dài 146,1 m (479 ft), mạn thuyền rộng 26,9 m (88 ft) và độ sâu của mớn nước là 8,9 m (29 ft). Nó có trọng lượng choán nước tiêu chuẩn 18.570 t (18.277 tấn Anh), và lên đến 21.000 t (20.668 tấn Anh) khi đầy tải, cùng 16 ngăn kín nước. Westfalen giữ lại loại động cơ hơi nước ba buồng bành trướng đặt dọc đã lạc hậu công suất 22.000 mã lực thay vì áp dụng kiểu động cơ turbine hơi nước tiên tiến hơn. Hơi nước được cung cấp cho động cơ bằng 12 nồi hơi đốt than, được bổ sung thêm việc phun dầu vào lò đốt vào năm 1915. Loại động lực này đã được chọn theo yêu cầu của cả Đô đốc Alfred von Tirpitz lẫn Bộ phận Thiết kế Hải quân; cơ quan này vào năm 1905 đã khẳng định "bản thân việc sử dụng động cơ turbine cho tàu chiến hạng nặng không được khuyến cáo."

Middle section

Westfalen mang theo mười hai khẩu pháo 28 cm (11 in) SK L/45 bố trí theo một hình lục giác khá bất thường. Dàn pháo hạng hai bao gồm mười hai khẩu pháo SK 15 cm (5,9 in) L/45 và mười sáu khẩu pháo SK 8,8 cm (3,5 in) L/45 gắn trên các tháp pháo ụ. Con tàu cũng được trang bị sáu ống phóng ngư lôi chìm 45 cm (18 in); một ống trước mũi, một ống khác phía đuôi, và hai ống bên mỗi mạn tàu về phía cuối vách ngăn chống ngư lôi.

## Lịch sử hoạt động
Ngày 16 tháng 10 năm 1909, trước khi Westfalen chính thức hoạt động cùng hạm đội, nó tham gia lễ khánh thành bộ cửa âu tàu thứ ba của kênh đào Kaiser Wilhelm tại Kiel. Đúng một tháng sau, Westfalen được đưa ra hoạt động chạy thử máy, vốn bị ngắt quãng bởi cuộc thực tập huấn luyện hạm đội vào tháng 2 năm 1910. Sau khi hoàn tất việc chạy thử vào ngày 3 tháng 5, Westfalen được bổ sung vào Hải đội Thiết giáp I của Hạm đội Biển khơi Đức; và hai ngày sau, nó trở thành soái hạm của hải đội, thay thế cho chiếc thiết giáp hạm tiền-dreadnought Hannover. Hải quân dự định điều con tàu sang Hải đội Thiết giáp II, nhưng kế hoạch này bị hủy bỏ sau khi Chiến tranh Thế giới thứ nhất nổ ra vào tháng 7 năm 1914.

### Chiến tranh Thế giới thứ nhất
Westfalen tham gia hầu hết các đợt tiến quân của hạm đội vào Bắc Hải trong suốt cuộc chiến. Chiến dịch đầu tiên được tiến hành chủ yếu bởi các tàu chiến-tuần dương dưới quyền Chuẩn Đô đốc Franz von Hipper; các con tàu đã tiến hành bắn phá Scarborough, Hartlepool và Whitby vào ngày 15-16 tháng 12 năm 1914. Một hạm đội chiến trận Đức với 12 thiết giáp hạm dreadnought, trong đó có Westfalen và ba chiếc tàu chị em với nó, cùng tám thiết giáp hạm tiền-dreadnought, đã lên đường hỗ trợ cho các tàu chiến-tuần dương. Chiều tối ngày 15 tháng 12, chúng đã tiếp cận ở khoảng cách 10 nmi (19 km; 12 mi) với một hải đội biệt lập Anh chỉ bao gồm sáu thiết giáp hạm. Tuy nhiên, các cuộc đụng độ lẻ tẻ trong đêm tối giữa hai lực lượng tàu khu trục hộ tống đối địch đã khiến cho vị Tư lệnh hạm đội Đức, Đô đốc Friedrich von Ingenohl, tin rằng toàn bộ Hạm đội Grand đã được bố trí đối diện với lực lượng của ông. Theo chỉ thị của Kaiser Wilhelm II không mạo hiểm hạm đội một cách không cần thiết, von Ingenohl rút ra khỏi cuộc chiến và quay hạm đội trở về Đức. Đến cuối tháng 3 năm 1915, con tàu trải qua đợt bảo trì định kỳ trong ụ tàu.

#### Trận chiến vịnh Riga
Vào tháng 8 năm 1915, Hải quân Đức tìm cách quét sạch vịnh Riga do Nga chiếm giữ, tạo điều kiện cho Lục quân Đức chiếm Riga. Kế hoạch của Đức dự định đánh đuổi hoặc tiêu diệt lực lượng Hải quân Nga trong vịnh, bao gồm chiếc thiết giáp hạm tiền-dreadnought Slava cùng một số pháo hạm và tàu khu trục. Hạm đội Đức còn có một số tàu quét mìn và tàu rải mìn tháp tùng, với nhiệm vụ quét sạch các bãi mìn Nga và rải một loạt các bãi mìn ở lối ra vào phía Bắc của vịnh nhằm ngăn lực lượng hải quân Nga tăng cường tiến vào khu vực. Hạm đội được tập trung để tấn công bao gồm bao gồm Westfalen và ba chiếc tàu chị em, bốn chiếc thuộc lớp Helgoland, các tàu chiến-tuần dương Von der Tann, Moltke và Seydlitz cùng nhiều. Lực lượng hoạt động dưới quyền chỉ huy của Franz von Hipper, vốn vừa được thăng lên Phó Đô đốc. Tám chiếc thiết giáp hạm làm nhiệm vụ hỗ trợ cho lực lượng đối đầu cùng chi hạm đội Nga. Nỗ lực đầu tiên vào ngày 8 tháng 8 đã bị bỏ dỡ, vì đã mất quá lâu trong việc dọn sạch các bãi mìn Nga nhằm cho phép Deutschland rải bãi mìn của chính nó.
Vào ngày 16 tháng 8, một nỗ lực thứ hai được thực hiện nhằm tìm cách xâm nhập vào vịnh: Nassau và Posen cùng với bốn tàu tuần dương hạng nhẹ và 31 tàu phóng lôi đã vượt qua vòng phòng thủ vịnh. Vào ngày tấn công đầu tiên, tàu quét mìn Đức T 46 cùng tàu khu trục V 99 bị đánh chìm. Sang ngày 17 tháng 8, Nassau và Posen tham gia vào cuộc đấu pháo với Slava, bắn trúng ba phát vào con tàu Nga buộc nó phải rút lui. Sau ba ngày, các bãi mìn Nga được vớt sạch, và phân hạm đội tiến vào vịnh ngày 19 tháng 8, nhưng những báo cáo về sự xuất hiện của tàu ngầm Đồng Minh trong khu vực đã buộc lực lượng Đức rút khỏi vịnh một ngày sau đó.
Đô đốc Hipper sau này cho rằng:"Giữ những con tàu quý báu trong một thời gian đáng kể tại một khu vực giới hạn, mà hoạt động của tàu ngầm đối phương ngày càng gia tăng, với nguy cơ bị hư hại và mất mát tương ứng, chính là theo đuổi một canh bạc không cân xứng với ưu thế có được do chiếm được vịnh Riga trước khi thực sự chiếm được Riga về phía đất liền." Thực ra, tàu chiến-tuần dương Moltke đã bị đánh ngư lôi sáng hôm đó.

#### Quay trở lại Bắc Hải
Vào cuối tháng 8, Westfalen cùng phần còn lại của Hạm đội Biển khơi quay trở về nơi neo đậu tại Bắc Hải. Hoạt động tiếp theo được tiến hành là một cuộc càn quét Bắc Hải vào ngày 11-12 tháng 9, cho dù nó kết thúc mà không mang lại kết quả. Một chuyến đi khác được tiếp nối vào ngày 23-24 tháng 10, trong đó Hạm đội Đức không chạm trán với bất kỳ lực lượng Anh nào; và một cuộc tiến quân vô sự vào Bắc Hải diễn ra vào ngày 21-22 tháng 4 năm 1916. Một nhiệm vụ bắn phá được tiếp nối hai ngày sau đó: Westfalen tham gia lực lượng thiết giáp hạm hỗ trợ cho các tàu chiến-tuần dương của Hipper khi chúng bắn phá Yarmouth và Lowestoft vào ngày 24-25 tháng 4. Trong chiến dịch này, chiếc tàu chiến-tuần dương Seydlitz bị hư hại do trúng phải một quả thủy lôi Anh và phải quay trở về cảng sớm. Do tầm nhìn kém, chiến dịch nhanh chóng bị triệu hồi trước khi hạm đội Anh có thể can thiệp.

#### Trận Jutland
Đô đốc Reinhard Scheer, người thay thế cho các đô đốc von Ingenohl và Hugo von Pohl làm Tư lệnh Hạm đội, lập tức vạch kế hoạch cho một chiến dịch tấn công bờ biển Anh khác, nhưng việc Seydlitz bị hư hại cùng vấn đề bộ ngưng tụ trên nhiều chiếc dreadnought thuộc Hải đội Thiết giáp III đã trì hoãn chiến dịch cho đến cuối tháng 5 năm 1916. Hạm đội chiến trận Đức khởi hành từ Jade lúc 03 giờ 30 phút ngày 31 tháng 5. Westfalen được phân về Đội II của Hải đội Thiết giáp I, dưới quyền chỉ huy của Chuẩn Đô đốc W. Engelhardt. Westfalen là chiếc cuối cùng trong đội hình của đội, theo sau ba con tàu chị em. Đội II là đơn vị dreadnought sau cùng của hạm đội; chỉ được iếp nối bởi các thiết giáp hạm tiền-dreadnought cũ kỹ thuộc Hải đội Thiết giáp II.
Từ 17 giờ 48 phút đến 17 giờ 52 phút, mười một chiếc dreadnought Đức bao gồm Westfalen đã đối đầu và nổ súng vào Hải đội Tuần dương nhẹ 2 của Anh, nhưng khoảng cách xa và tầm nhìn kém khiến cho hỏa lực không hiệu quả, và đã nhanh chóng ngừng bắn. Đến 18 giờ 05 phút, Westfalen lại khai hỏa; lần này mục tiêu là một chiếc tàu tuần dương hạng nhẹ Anh, rất có thể là chiếc Southampton. Cho dù chỉ ở tầm ngắn, khoảng 18.000 mét (20.000 yd), Westfalen không bắn trúng phát nào. Vào lúc này, Scheer ra lệnh mở tốc độ tối đa săn đuổi các con tàu Anh; Westfalen đạt đến tốc độ 20 hải lý trên giờ (37 km/h; 23 mph). Đến 19 giờ 30 phút, khi Scheer ra lệnh "về phía Tây", hạm đội Đức phải đối mặt với Hạm đội Grand được tung ra một lần thứ hai, và bị buộc phải quay mũi. Bằng cách này, thứ tự của hàng chiến trận Đức sẽ được đảo ngược; đưa Hải đội Thiết giáp II lên dẫn đầu, nhưng Thuyền trưởng Redlich chỉ huy Westfalen nhận ra Hải đội II đã ở ngoài vị trí nên bắt đầu quay mũi ngay lập tức, chiếm lấy vị trí dẫn đầu.
Vào khoảng 21 giờ 20 phút, Westfalen và các tàu chị em bắt đầu đụng độ với các tàu chiến-tuần dương của Hải đội Tàu chiến-tuần dương 3 Anh Quốc. Nhiều phát đạn pháo hạng nặng nổ tung hai bên mạn tàu, tung một cơn mưa mảnh đạn lên sàn tàu. Không lâu sau đó, cảnh báo đưa ra nhìn thấy hai quả ngư lôi đang tiến đến, nhưng thực ra chỉ do tưởng tượng. Các con tàu bị buộc phải chạy chậm lại nhằm để các tàu chiến-tuần dương của Lực lượng Tuần tiễu I vượt qua. Vào khoảng 22 giờ 00, Westfalen và Rheinland phát hiện một lực lượng hạng nhẹ không xác định được trong bóng đêm. Sau khi tín hiệu đèn pha không được trả lời thích đáng, hai con tàu quay mũi sang mạn phải để lẩn tránh các quả ngư lôi có thể đã được phóng; phần còn lại của Hải đội Thiết giáp I đã nối gót theo chúng. Trong cuộc đối đầu ngắn ngũi, Westfalen đã bắn bảy phát đạn pháo 28 cm trong vòng hai phút rưỡi. Westfalen lại chiếm lấy vị trí dẫn đầu hạm đội, lần này là do Đô đốc Scheer muốn các con tàu dẫn đầu phải có được sự bảo vệ chống ngư lôi tốt hơn những chiếc thiết giáp hạm tiền-dreadnought.
Lúc khoảng 00 giờ 30 phút, các đơn vị dẫn đầu của hàng chiến trận Đức đụng độ với các tàu tuần dương và tàu khu trục Anh. Một cuộc đấu pháo ác liệt ở tầm ngắn diễn ra; Westfalen nổ súng vào tàu khu trục Tipperary với các khẩu pháo 15 cm và 8,8 cm ở cự ly khoảng 1.800 m (2.000 yd), loạt đạn đầu tiên của nó đã phá hủy cầu tàu và dàn pháo phía trước của Tipperary. Trong vòng năm phút, Westfalen đã bắn 92 phát đạn pháo 15 cm và 45 phát đạn pháo 8,8 cm nhắm vào Tipperary trước khi quay 90° sang mạn phải để lẩn tránh các quả ngư lôi có thể đã được phóng. Nassau cùng nhiều tàu tuần dương và tàu khu trục tham gia vào cuộc tấn công Tipperary; nhanh chóng biến nó thành một xác tàu bùng cháy. Chiếc tàu khu trục tuy vậy vẫn tiếp tục bắn với các khẩu pháo phía đuôi và phóng hai quả ngư lôi bên mạn phải. Một trong các tàu khu trục Anh bắn một phát đạn pháo 4 inch (10 cm) trúng cầu tàu của Westfalen, làm hai người thiệt mạng và tám người bị thương; Thuyền trưởng Redlich bị thương nhẹ. Lúc 00 giờ 50 phút, Westfalen phát hiện Broke và giao chiến trong một lúc với dàn pháo hạng hai; trong khoảng 45 giây nó đã bắn 13 phát đạn pháo 15 cm và 13 phát đạn pháo 8,8 cm trước khi chuyển hướng. Broke cũng chịu đựng hỏa lực từ các tàu chiến Đức khác, kể cả tàu tuần dương Rostock; nó bị bắn trúng ít nhất bảy phát với 42 người thiệt mạng, sáu mất tích và 34 người khác bị thương. Một sĩ quan trên tàu tuần dương hạng nhẹ Southampton mô tả Broke như "một địa ngục thực sự." Cho dù bị hư hại nghiêm trọng, Broke vẫn xoay xở rút lui khỏi trận chiến và quay về đến cảng. Ngay sau 01 giờ 00, đèn pha của Westfalen rọi trúng tàu khu trục Fortune, vốn bị bắn trúng và bốc cháy trong vòng vài giây bởi hỏa lực của Westfalen và Rheinland.
Mặc cho sự ác liệt của trận chiến đêm, Hạm đội Biển khơi Đức đã đi xuyên qua lực lượng tàu khu trục Anh và đến được Horns Reef lúc 4 giờ 00 ngày 1 tháng 6. Với Westfalen dẫn đầu, Hạm đội Đức về đến Wilhelmshaven vài giờ sau đó, nơi chiếc thiết giáp hạm cùng hai trong số các tàu chị em chiếm lấy vị trí phòng thủ ở vũng tàu phía ngoài. Trong quá trình trận chiến, nó đã bắn 51 quả đạn pháo 28 cm, 176 quả đạn pháo 15 cm và 106 quả đạn pháo 8,8 cm. Công việc sửa chữa được tiến hành ngay lập tức tại Wilhelmshaven, và được hoàn tất vào ngày 17 tháng 6.

#### Cuộc bắn phá ngày 18–19 tháng 8
Một cuộc tiến quân khác của hạm đội được tiếp nối từ ngày 18 đến ngày 22 tháng 8, trong đó các tàu chiến-tuần dương thuộc Lực lượng Tuần tiễu I dự định bắn phá thị trấn duyên hải Sunderland với ý định thu hút nhằm tiêu diệt các tàu chiến-tuần dương của Đô đốc Beatty. Do chỉ có hai trong số bốn tàu chiến-tuần dương Đức ở trong tình trạng sẵn sàng chiến đấu, ba thiết giáp hạm dreadnought được điều về Lực lượng Tuần tiễu cho chiến dịch: Markgraf, Großer Kurfürst và chiếc Bayern vừa mới đưa vào hoạt động. Hạm đội Biển khơi, bao gồm Westfalen, được bố trí phía sau hàng chiến trận sẽ theo sau để bảo vệ. Tuy nhiên, lúc 06 giờ 00 ngày 19 tháng 8, Westfalen trúng phải ngư lôi phóng từ tàu ngầm Anh E23 ở khoảng 55 hải lý (102 km; 63 mi) về phía Bắc Terschelling. Con tàu bị ngập khoảng 800 tấn (790 tấn Anh; 880 tấn Mỹ) nước, nhưng các vách ngăn chống ngư lôi đã giữ vững. Ba chiếc tàu phóng lôi được cho tách ra khỏi hạm đội để hộ tống con tàu bị hư hại quay trở về cảng; Westfalen đạt được tốc độ 14 kn (26 km/h; 16 mph) trong chuyến quay trở về. Việc sửa chữa Westfalen đã kéo dài cho đến ngày 26 tháng 9.
Sau khi được sửa chữa, Westfalen đi đến biển Baltic một thời gian ngắn để huấn luyện trước khi quay trở lại Bắc Hải vào ngày 4 tháng 10. Hạm đội đã tiến quân đến tận Dogger Bank vào ngày 19-20 tháng 10. Con tàu ở lại cảng trong hầu hết thời gian của năm 1917; nó đã không tham gia vào Chiến dịch Albion tại biển Baltic, mặc dù nó được bố trí ngoài khơi Apenrade ngăn ngừa khả năng lực lượng Anh xâm nhập vào khu vực này.

#### Viễn chinh Phần Lan

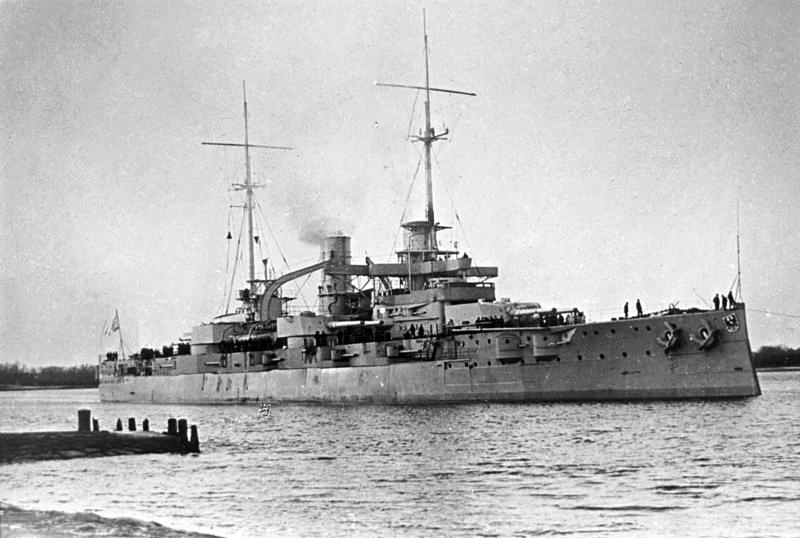
SMS Rheinland

Ngày 22 tháng 2 năm 1918, Westfalen và Rheinland được phân công như hạt nhân của một Đơn vị Đặc biệt biển Baltic (Sonderverband Ostsee), và được giao nhiệm vụ đi đến Phần Lan hỗ trợ cho các đơn vị Lục quân Đức được bố trí đến đây. Phần Lan đang ở trong một cuộc nội chiến: phe Bạch vệ tìm kiếm một chính phủ bảo thủ không bị ảnh hưởng bởi Liên Xô vừa mới thành lập, trong khi phe Cận vệ Đỏ ưa chuộng chế độ Cộng sản theo kiểu Xô Viết. Ngày 23 tháng 2, Tiểu đoàn Tác chiến 14 được chuyển lên hai con tàu, và vào sáng sớm ngày 24 tháng 2 chúng lên đường hướng đến quần đảo Åland, vốn được chuẩn bị như một căn cứ hoạt động tiền phương, từ đó cảng Hanko sẽ được củng cố, rồi tiếp nối bằng một cuộc tấn công vào chính thủ đô Helsingfors (ngày nay là Helsinki). Lực lượng đặc nhiệm tiến đến quần đảo Åland vào ngày 5 tháng 3, nơi chúng bắt gặp các hải phòng hạm Sverige, Thor và Oscar II của Thụy Điển. Các cuộc thương lượng diễn ra, cho phép đổ bộ lực lượng Đức lên Åland vào ngày 7 tháng 3; sau đó Westfalen quay trở về Danzig.
Westfalen ở lại Danzig cho đến ngày 31 tháng 3, khi nó lên đường đi Phần Lan cùng với Posen. Các con tàu đi đến Russarö, là tuyến phòng thủ vòng ngoài của Hanko, vào ngày 3 tháng 4. Quân Đức nhanh chóng chiếm cảng, và lực lượng đặc nhiệm tiếp tục hướng đến Helsingfors. Đến ngày 9 tháng 4, Westfalen hiện diện ngoài khơi Reval, tổ chức lại lực lượng tấn công. Hai ngày sau, con tàu tiến vào cảng Helsingfors và cho đổ bộ lực lượng; nó hỗ trợ cuộc tấn công bằng dàn pháo hạng nặng; phe Cận vệ Đỏ thất bại ba ngày sau đó. Con tàu tiếp tục ở lại Helsingfors cho đến ngày 30 tháng 4, khi mà chính quyền Bạch vệ đã nắm quyền một cách chắc chắn.
Sau chiến dịch, Westfalen quay trở lại Bắc Hải nơi nó gia nhập Hải đội Thiết giáp I. Vào ngày 11 tháng 8, Westfalen, Posen, Kaiser và Kaiserin lên đường đi Terschelling hỗ trợ các cuộc tuần tra của Đức tại khu vực này. Trên đường đi, Westfalen bị hư hại nghiêm trọng nồi hơi, làm giảm tốc độ của nó xuống còn 16 kn (30 km/h; 18 mph). Sau khi quay trở về cảng, nó được xuất biên chế và sử dụng như một tàu huấn luyện pháo binh.

### Số phận
Sau khi Đức thua trận vào tháng 11 năm 1918, một phần đáng kể Hạm đội Biển khơi bị chiếm giữ tại Scapa Flow theo những điều khoản của Thỏa thuận Ngừng bắn. Westfalen và ba chiếc tàu chị em, vốn là những thiết giáp hạm dreadnought cũ nhất của Hải quân Đức, không nằm trong danh sách những con tàu bị lưu giữ, và tiếp tục ở lại các cảng Đức. Đang khi bị chiếm giữ, một bản in của báo The Times đã cung cấp thông tin cho Tư lệnh của Hạm đội Đức, Chuẩn Đô đốc Ludwig von Reuter, rằng Thỏa thuận Ngừng bắn sẽ hết hiệu lực vào giữa trưa ngày 21 tháng 6 năm 1919, thời hạn cuối mà Đức phải ký vào Hiệp định hòa bình. Von Reuter tin rằng người Anh sẽ tìm cách chiếm hữu các con tàu Đức sau khi Thỏa thuận Ngừng bắn hết hiệu lực. Để ngăn cản điều này, ông quyết định đánh đắm các con tàu của mình vào cơ hội thuận tiện đầu tiên có được. Sáng ngày 21 tháng 6, Hạm đội Anh rời Scapa Flow tiến hành thực tập huấn luyện; và đến 11 giờ 20 phút Reuter truyền mệnh lệnh này đến các con tàu của mình.
Do hậu quả của việc đánh đắm các con tàu tại Scapa Flow, các cường quốc Đồng Minh đòi hỏi sự thay thế cho những chiếc đã bị đánh đắm. Westfalen được rút khỏi Đăng bạ Hải quân Đức vào ngày 5 tháng 11 năm 1919, và sau đó được giao cho các nước Đồng Minh dưới hợp đồng "D" vào ngày 5 tháng 8 năm 1920. Con tàu được gửi đến xưởng tháo dỡ tại Birkenhead, Anh Quốc, nơi công việc tháo dỡ được tiến hành vào năm 1924.